# 荒木丰久
荒木豐久（荒木 とよひさ，Araki Toyohisa，1943年9月19日—），出生於日本統治下的關東州(今中國大連市)，是現今日本的作曲家及填詞人，現時為日本作詞家協會（日本作詩家協会）成員，並曾於2006年-08年度擔任該會常務理事；2010年-12年度擔任副會長。80年代因與著名旅日台灣歌手鄧麗君合作，並為她多首著名歌曲擔任填詞．因而令不少華人所認識。
現任妻子為比他年輕22年的演歌歌手神野美伽。近年多次傳出兩人離婚的傳言，但雙方皆加以否認。

## 生平
荒木豐久出生於當時被日本佔領的中國東北大連市，二戰結束後，隨家人返回熊本縣定居，及後進入日本大學修讀藝術系，因而對音樂產生興趣。19歲時因滑雪意外而留院兩年多，而留院期間則創作了第一首歌「四季之歌」歌詞及歌曲部份，因而正式踏上了他的音樂事業，未滿30歲時已經創作了超過2000多首的音樂作品，包括了歌曲，廣告配樂等。1971年他成立了自己的音樂組合「荒木組」．並逐漸專注在填詞的工作。1981年憑寫給森昌子的《哀愁的日本海幹線》，首度在日本填詞界最高殊榮的「日本作詩大賞」中獲得了「大衆賞」及「入選曲」。1997年，則憑寫給香西薰的歌曲《人形》而首度奪得「日本作詩大賞」的最高殊榮。另外，他亦憑堀内孝雄的《串連的情歌》（恋唄綴り）奪得了1990年度日本唱片大獎（歌謠曲、演歌部份）、日本歌謠大獎以及日本有線大賞的三料殊榮。
除了歌曲創作外，2003年荒木豐久首次投入電影的製作，在《有一天乘坐A列車》（いつかA列車に乘って）中擔任導演。，另外他亦參與公開演講、電台節目主持人、作家、音樂製作等工作。
2005年，他與長期合作的作曲家三木剛一同獲日本政府頒發紫綬褒章。

### 與鄧麗君的合作
1983年，鄧麗君在經歷過「護照風波」後再次踏足日本歌壇，並且加盟當時的金牛座唱片（トーラスレコード），亦是荒木豐久和她合作的開始，1984年鄧麗君推出了回歸日本樂壇後的第二張唱片「償還」（つぐない），最初銷路並不理想，後來經過多番宣傳後，唱片銷量開始增加，並打入日本Oricon公信榜，最高位置為第6位。更曾做出一周售出44萬2千張的銷量紀錄。同年主打歌《償還》首次囊括日本有線大賞及全日本有線放送大賞最高殊榮。自此兩者的合作不斷，隨後兩年，又再以《愛人》及《任時光從身邊流逝》（時の流れに身をまかせ）再次在兩大音樂頒獎禮奪冠，創出了東西音樂頒獎禮同時三連霸的紀錄。這紀錄到現在還沒有人能打破。
兩人合作的作品如下：（以日語拼音排序）
| 歌曲名稱                                             | 作曲     |
| ---------------------------------------------------- | -------- |
| 愛人                                                 | 三木剛   |
| 愛に疲れて（愛得很疲倦）                             | 筒美京平 |
| 愛の陽差し～アモーレ・ミオ～ （愛的陽光～Amore Mio） | 三木剛   |
| 明日のゆくえ（明天的方向）                           | 三木剛   |
| 雨に濡れて（被雨水濺濕了）                           | 三木剛   |
| Yes, 愛につつまれ（Yes,被愛包圍著）                  | 三木剛   |
| 想いで迷子（迷失的記憶）                             | 三木剛   |
| 悲しい自由（悲哀的自由）                             | 三木剛   |
| 悲しみと踊らせて（與悲傷共舞）                       | 三木剛   |
| 硝子の摩天楼（玻璃的摩天大樓）                       | 三木剛   |
| 恋唄綴り（串連起來的情歌）                           | 堀内孝雄 |
| 恋人たちの神話（戀人們的神話）                       | 三木剛   |
| 心凍らせて（已冰凍了的心）                           | 濱圭介   |
| 傷心                                                 | 三木剛   |
| スキャンダル（誹聞）                                 | 三木剛   |
| 黄昏                                                 | 川口真   |
| つぐない（償還）                                     | 三木剛   |
| 時の流れに身をまかせ（任時光從身邊流逝）             | 三木剛   |
| 涙の条件（涙的條件）                                 | 三木剛   |
| 寝物語を聴かせて（讓我傾聽你的牀邊話）               | 三木剛   |
| 道化師（小丑）                                       | 三木剛   |
| 冬のひまわり（冬天的向日葵）                         | 三木剛   |
| 星のしずくに濡れて（星光雨）                         | 三木剛   |
| 香港～Hong Kong～                                    | 三木剛   |
| 水の星座（水的星座）                                 | 三木剛   |
| 乱されて（心慌意亂）                                 | 三木剛   |
| 夢立ちぬ（夢不醒，亦有譯作：一夜無眠）               | 三木剛   |
| ワインカラーの記憶（酒紅色的記憶）                   | 三木剛   |
| 別れの予感（別離的預感）                             | 三木剛   |